# Gammelgårdstjärnen
Gammelgårdstjärnen är en sjö i Åsele kommun i Lappland och ingår i Gideälvens huvudavrinningsområde. Sjön har en area på 0,0914 kvadratkilometer och ligger 252,4 meter över havet.

## Delavrinningsområde
Gammelgårdstjärnen ingår i det delavrinningsområde (710456-162174) som SMHI kallar för Inloppet i 710035-162276. Medelhöjden är 330 meter över havet och ytan är 21,51 kvadratkilometer. Det finns inga avrinningsområden uppströms utan avrinningsområdet är högsta punkten. Vattendraget som avvattnar avrinningsområdet har biflödesordning 4, vilket innebär att vattnet flödar genom totalt 4 vattendrag innan det når havet efter 115 kilometer. Avrinningsområdet består mestadels av skog (89 procent). Avrinningsområdet har 0,68 kvadratkilometer vattenytor vilket ger det en sjöprocent på 3,2 procent.